# Paolo Crucitti
Paolo Crucitti (Reggio Calabria, 27 febbraio 1963) è un ex calciatore italiano, di ruolo centrocampista.

## Carriera
In Italia militò soprattutto tra Serie C1 e C2: dopo il debutto con la Ternana, risalente alla stagione 1982-1983 (C1), vestì le maglie di Messina, Ercolanese, Reggina, Siracusa, Crotone (per due stagioni), Battipagliese, Potenza (per tre stagioni) e Pro Sesto.
Nella stagione 1995-1996 disputò 24 partite nella massima serie svizzera con la maglia del Lugano; tornato in Italia giocò con Pavia e Nervianese.

## Palmarès

### Club

#### Competizioni nazionali
- Serie C2: 3

Messina: 1982-1983
Battipagliese: 1989-1990
Potenza: 1991-1992